# أبكار الأفكار في أصول الدين (كتاب)
أبكار الأفكار في أصول الدين كتاب من تأليف الإمام سيف الدين الآمدي يعد من أهم ما صنف في أصول الدين وعلم الكلام.

## موضوع الكتاب
يعتبر كتاب «أبكار الأفكار في أصول الدين» من أهم مؤلفات الآمدي الكلامية، وهو أحد المراجع الأساسية في علم الكلام، ويشتمل الكتاب على ثماني قواعد، متضمنة لجميع مسائل الأصول:
1. الأولي: في العلم وأقسامه.
2. الثانية: في النظر وأقسامه وما يتعلق به.
3. الثالثة: في الطرق الموصلة إلى المطلوبات النظرية.
4. الرابعة: في انقسام المعلوم إلى الموجود والمعدوم، وما ليس بموجود ولا معدوم.
5. الخامسة: في النبوات.
6. السادسة: في المعاد وما يتعلق به من السمعيات، وأحكام الثواب والعقاب.
7. السابعة: في الأسماء والأحكام.
8. الثامنة: في الإمامة ومن له الأمر بالمعروف، والنهي عن المنكر.

## سبب تأليف
حكى سيف الدين الآمدي في مقدمة كتابه سبب تأليفه للكتاب، حيث قال: «لما كنا مع ذلك قد حققنا أصوله، ونقحنا فصوله، وأحطنا بمعانيه، وأوضحنا مبانيه، وأظهرنا أغواره، وكشفنا أسراره، وفزنا فيه بقصب سبق الأولين، وحزنا غايات أفكار المتقدمين والمتأخرين، واستترعنا منه خلاصة الألباب، وفصلنا القشـر عن اللباب، سألني بعض الأصحاب، والفضلاء من الطلاب، جمع كتاب حاو لمسائل الأصول، جامع لأبكار أفكر أرباب العقول، مقتصد لا يخرجه التطويل إلى الملل، ولا فرط الاختصار إلى النقص والخلل، فأجبته إلى دعوته، وألحقته بأمنيته رجاء للفوز يوم المعاد، والغبطة عن قيام الأشهاد...»

## مختصراته
- منائح القرائح وهو مختصر لكتاب أبكار الأفكار للآمدي، ذكره ابن أبي أصيبعة في عيون الأنباء (2/275)، والسبكي في الطبقات (5/130)، وابن الملقن في طبقاته أيضا لكنه سماه (مفاتيح القرائح)، وصاحب مرشد الأنام (790)، وصاحب مفتاح السعادة (2/49). وإسماعيل باشا البغدادي في هدية العارفين (1/707)، وقد رجحه الدكتور أحمد المهدي في مقدمته للكتاب.[2]
- غاية المرام في علم الكلام وهو لسيف الدين الآمدي أيضا، ويعد من مختصرات أبكار الأفكار، ويشهد لهذا قوله في مقدمة الكتاب: (وضمنته أبكار الأفكار)، وأشار إليه حاجي خليفة في كشف الظنون، بأن الآمدي ذكر فيه أبكار الأفكار، ورتبه على ثمانية قوانين.[3]
- رموز الكنوز في الحكمة، مختصر لأبكار الأفكار قال عنه ابن خلكان في وفيات الأعيان:(فمن ذلك كتاب أبكار الأفكار في علم الكلام، اختصره في كتاب سماه: منائح القرائح ورموز الكنوز)، ونقل صاحب كشف الظنون: (كتاب رموز الكنوز ... اختصره من كتابه المسمى بأبكار الأفكار).[4]